# Аптон (Вайоминг)
Аптон (англ. Upton) — город, расположенный в округе Уэстон (штат Вайоминг, США) с населением в 872 человека по статистическим данным переписи 2000 года.

## География
По данным Бюро переписи населения США, город Аптон имеет общую площадь в 3,37 квадратных километров, водных ресурсов в черте населённого пункта не имеется.
Аптон расположен на высоте 1292 метра над уровнем моря.

## Демография
По данным переписи населения 2000 года, в Аптонt проживало 872 человека, 255 семей, насчитывалось 359 домашних хозяйств и 441 жилой дом. Средняя плотность населения составляла около 256 человека на один квадратный километр. Расовый состав Аптона по данным переписи распределился следующим образом: 95,99 % белых, 0,69 % — коренных американцев, 0,34 % — азиатов, 2,64 % — представителей смешанных рас, 0,34 % — других народностей. Испаноговорящие составили 1,83 % от всех жителей города.
Из 359 домашних хозяйств в 32,3 % — воспитывали детей в возрасте до 18 лет, 64,6 % представляли собой совместно проживающие супружеские пары, в 3,9 % семей женщины проживали без мужей, 28,7 % не имели семей. 25,9 % от общего числа семей на момент переписи жили самостоятельно, при этом 15,0 % составили одинокие пожилые люди в возрасте 65 лет и старше. Средний размер домашнего хозяйства составил 2,43 человек, а средний размер семьи — 2,93 человек.
Население города по возрастному диапазону по данным переписи 2000 года распределилось следующим образом: 26,4 % — жители младше 18 лет, 7,2 % — между 18 и 24 годами, 24,2 % — от 25 до 44 лет, 24,7 % — от 45 до 64 лет и 17,5 % — в возрасте 65 лет и старше. Средний возраст жителей составил 41 год. На каждые 100 женщин в Аптон приходилось 94,6 мужчин, при этом на каждые сто женщин 18 лет и старше приходилось 94,0 мужчин также старше 18 лет.
Средний доход на одно домашнее хозяйство в городе составил 31 053 доллара США, а средний доход на одну семью — 39 091 доллар. При этом мужчины имели средний доход в 40 208 долларов США в год против 17 500 долларов среднегодового дохода у женщин. Доход на душу населения в городе составил 15 165 долларов в год. 6,7 % от всего числа семей в округе и 11,1 % от всей численности населения находилось на момент переписи населения за чертой бедности, при этом 10,2 % из них были моложе 18 лет и 14,4 % — в возрасте 65 лет и старше.